# Lagochondria
Lagochondria is een geslacht van eenoogkreeftjes uit de familie van de Chondracanthidae. De wetenschappelijke naam van het geslacht is voor het eerst geldig gepubliceerd in 1988 door Ho & Dojiri.

## Soorten
- Lagochondria nana Ho & Dojiri, 1988